# 정지초등학교
정지초등학교(正芝初等學校)는 대한민국 경기도 안산시에 있는 공립 초등학교이다.

## 연혁
- 1998년 9월 1일 : 개교